# غذار
غذار هي مدينة ومركز مقاطعة غذار في ولاية قشقداريا في أوزبكستان.